# Evi Aarens
Evi Aarens (Londen, 2000) is mogelijk een Nederlandse dichteres. Haar bundel Disoriëntaties verscheen in 2021 bij uitgeverij Cossee. Deze dichtbundel is een sonnettenkransenkrans: een sonnettenkrans van sonnettenkransen, oftewel 211 aan elkaar gekoppelde sonnetten. Het thema van Disoriëntaties is de geschiedenis van Europa, in veel sonnetten zijn verwijzingen naar bijvoorbeeld de Bijbel en de klassieke mythologie, maar ook naar Olfert Dapper, William Shakespeare, Pieter Bruegel en het Voynichmanuscript.

## Pseudoniem?
Over de identiteit van Aarens worden vragen gesteld. Het zou niet mogelijk zijn dat iemand van 21 jaar een sonnettenkransenkrans schrijft met heel veel intertekstualiteit. Jeroen Dera wijst er in november 2021 op dat sommigen Ilja Leonard Pfeijffer achter Aarens vermoeden. Onder zijn artikel op neerlandistiek.nl worden echter ook Jean Pierre Rawie en Kees 't Hart genoemd. Het literaire weblog Tzum weet op dat moment ook nog niet of Evi Aarens een pseudoniem is of niet. In zijn artikel 'Een oefening in lezen' dat hij op 26 november 2021 plaatst op neerlandistiek.nl oppert Dera dat Aarens een pseudoniem is van Bas Jongenelen of van Niels Vanwolleghem. Ditmar Bakker volgt Dera, hij komt ook uit bij Bas Jongenelen. Hans Puper weet het zeker: het moet Ilja Leonard Pfeijffer zijn, hoewel hij eerst twijfelde over Erik Bindervoet en Robbert-Jan Henkes. In zijn artikel 'Giro giro tondo' betoogt hij dat vooral de verwijzingen naar de Griekse dichter Pindaros (over wie Pfeijffer zijn proefschrift schreef), de Europese thema's die ook voorkomen in de roman Grand Hotel Europa en een kleine overeenkomst op de achterflaptekst. Ook in 2022 houdt de identificatie van Aarens de gemoederen bezig, want Ronald Ohlsen schrijft op 8 april van dat jaar in het lange essay 'De vrouw van vele manieren – Over Evi Aarens en Ilja Leonard Pfeijffer' dat Aarens toch echt Ilja Leonard Pfeijffer is. Harde bewijsvoering blijft echter uit. In december 2022 wordt het raadsel groter als uitgeverij Cossee de roman Ik ga naar buiten om de tuin te zien aankondigt, geschreven door een zekere Clovis E. van Wijk. Coen Peppelenbos vermoedt dat achter dit pseudoniem ook het mens / de mensen achter Evi Aarens zit. Ik ga naar buiten om de tuin te zien is immers een dichtregel uit Disoriëntaties van Aarens. Op 11 november 2024 schreven Bas Jongenelen en Anneke Dunning dat Lodewijk van Oord achter het pseudoniem zit. Dit concludeerden zij nadat zij deze naam bij elkaar gepuzzeld hadden op basis van allitererende woorden in Disoriëntaties.